# Gare de Delle
La gare de Delle est une gare ferroviaire française (proche de la frontière entre la France et la Suisse), située sur le territoire de la commune de Delle, dans le Territoire de Belfort, en région Bourgogne-Franche-Comté.
Gare de la Société nationale des chemins de fer français (SNCF), elle est desservie par des trains des Chemins de fer fédéraux suisses (CFF), ce qui permet notamment de rejoindre la Suisse. À cela s'ajoutent des trains régionaux français du réseau TER Bourgogne-Franche-Comté, permettant de rejoindre Belfort.

## Situation ferroviaire
La gare de Delle est située au point kilométrique (PK) 464,135 (à 367 mètres d'altitude) de la ligne de Belfort à Delle, à environ 1 600 m de la gare de Boncourt (située dans le canton du Jura en Suisse).

## Histoire
Le chemin de fer arrive à Delle le 29 juin 1868, avec l'inauguration de la ligne de Montbéliard à Delle via Morvillars, construite par la Compagnie des chemins de fer de Paris à Lyon et à la Méditerranée (PLM). La connexion entre les réseaux français et suisse s'établit le 23 septembre 1872, avec l'ouverture de la ligne Porrentruy – Boncourt – Delle par la compagnie de Porrentruy à Delle.

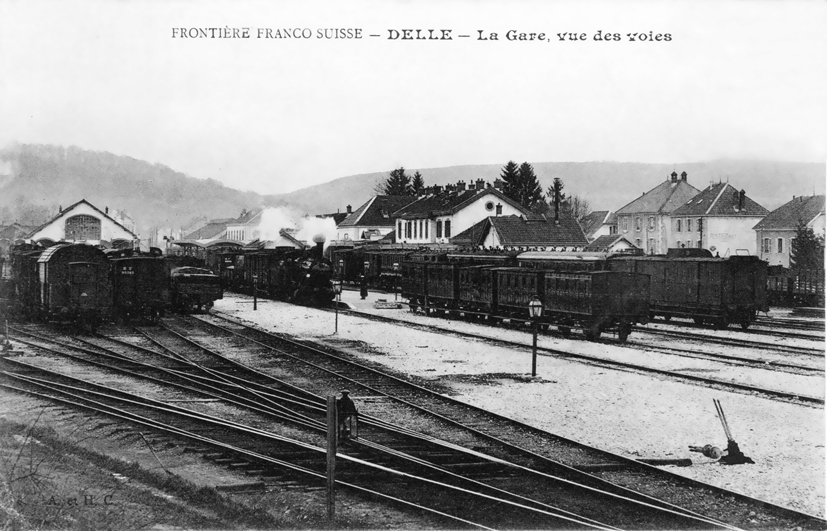
La gare, vers 1900.

L'évolution importante du trafic ferroviaire à Delle intervient après la guerre de 1870 et l'annexion de l'Alsace-Lorraine par l'Allemagne. L'ouverture, en 1877, de la ligne Belfort – Morvillars, prolongée par la reprise de l'ancienne section PLM de Morvillars à Delle et du tronçon frontalier permettant le lien avec le réseau Suisse et la gare de Boncourt, par la Compagnie des chemins de fer de l'Est, tout comme sa mise à double voie dès 1883, permettent ainsi une relation directe entre la France et la Suisse sans passer par les territoires sous contrôle allemand. La liaison Porrentruy – Delémont est établie par la Compagnie du Jura bernois (JB) en 1874.
Une convention, signée en 1876 par les trois compagnies, réglera l'échange du trafic voyageurs et marchandises par les gares de Delle et de Porrentruy, le PLM ayant ses bureaux à Porrentruy où se faisaient les opérations de douane française et le JB était présent à Delle où s'effectuaient les opérations douanières pour la Suisse. Après la victoire des Alliés en 1918, le trafic à Delle diminua au profit de celui de Bâle.
Dans les années 1930, l'ensemble de la gare internationale de Delle, activité voyageurs, triage et dépôt, emploie 130 personnes. Mais la crise économique des années trente entraîna une nouvelle baisse du trafic et la Seconde Guerre mondiale mis un point final aux échanges transfrontaliers.
En 1944, la gare brûle lors des combats de la Libération.
Le 1er août 1945, le point frontière fut ouvert à nouveau au trafic et, en 1948, la France et la Suisse s'accordent pour donner à la gare de Delle le statut de gare internationale dès que les travaux de reconstruction de celle-ci seraient réalisés. Sans perdre de temps, la SNCF proposa aux CFF plusieurs projets de reconstruction, mais il y eut de gros retards. En 1964, les travaux débutèrent et, le 27 mai 1967, la nouvelle gare de Delle était inaugurée par M. Max Martin, directeur de la Région de l'Est de la SNCF, en présence des autorités françaises et suisses
Au début des années 1990, le service voyageurs cesse (le 26 septembre 1992), avec la décision de la SNCF de mettre fin à ses relations voyageurs de Belfort à Delle. Toutefois, quelques trains de fret, desservant la zone industrielle de Bourogne, ainsi que des essais de motrices Alsthom de Belfort, utilisent encore la ligne (excepté le tronçon frontalier). Le 27 mai 1995, une dernière relation a lieu entre Delémont et Delle. La gare de Delle est désaffectée en 1995.
En 2002, des associations suisses et françaises, soutenant le projet de réouverture de la ligne jusqu'à Belfort, débroussaillent la voie, et organisent manuellement sa sécurité, afin de permettre la circulation et la rencontre de l'autorail X 73608 de la Franche-Comté avec l'automotrice RABe 520 des CFF, en gare de Boncourt. Il faut encore quatre années pour assister à la réouverture officielle, le 8 décembre 2006, des 1 600 m entre la gare de Delle et celle de Boncourt. Cette inauguration, en présence du président de la Confédération et de représentants de la région Franche-Comté, est une première étape concrète de réouverture d'une relation ferroviaire entre Belfort et Bienne, la gare rénovée de Delle devenant ainsi le terminus de la ligne suisse venant de Bienne.
Dès la fermeture de la ligne depuis Belfort, l'hypothèse de la reprise de la relation franco-suisse est débattue et soutenue principalement par des associations. Depuis 2001 et le transfert aux conseils régionaux de la politique des transports en commun de leur territoire, la volonté de réouverture est portée politiquement par la région Franche-Comté et le canton du Jura. L'objectif est la réouverture du trafic voyageurs sur la ligne Belfort – Morvillars – Delle, pour permettre la réactivation de la liaison transfrontalière à l'échéance de l'arrivée du TGV Rhin-Rhône à Belfort en 2011, mais la mise en service est finalement réalisée fin 2018 (en l'occurrence le week-end des 8 et 9 décembre, dont une « journée portes ouvertes » précédant le service commercial normal). La gare TGV de Belfort-Montbéliard a en effet été établie au droit de la ligne de Belfort à Delle, et celle-ci permet ainsi de desservir cette gare en correspondance avec les TGV, tant depuis Belfort que depuis la Suisse.

## Service des voyageurs

### Accueil
La gare dispose d'un guichet automatique des CFF. Le même équipement existe pour le réseau TER Bourgogne-Franche-Comté (SNCF).
Les trois voies de la gare sont desservies par deux quais, l'un étant latéral et l'autre central. Le passage d'un quai à l'autre s'effectue par une passerelle avec, de chaque côté, un escalier non couvert et un ascenseur.
Par ailleurs, le bâtiment voyageurs, désormais propriété de la Communauté de communes du Sud Territoire (CCST), accueille un « pôle public » comprenant notamment une épicerie et un café.

### Desserte

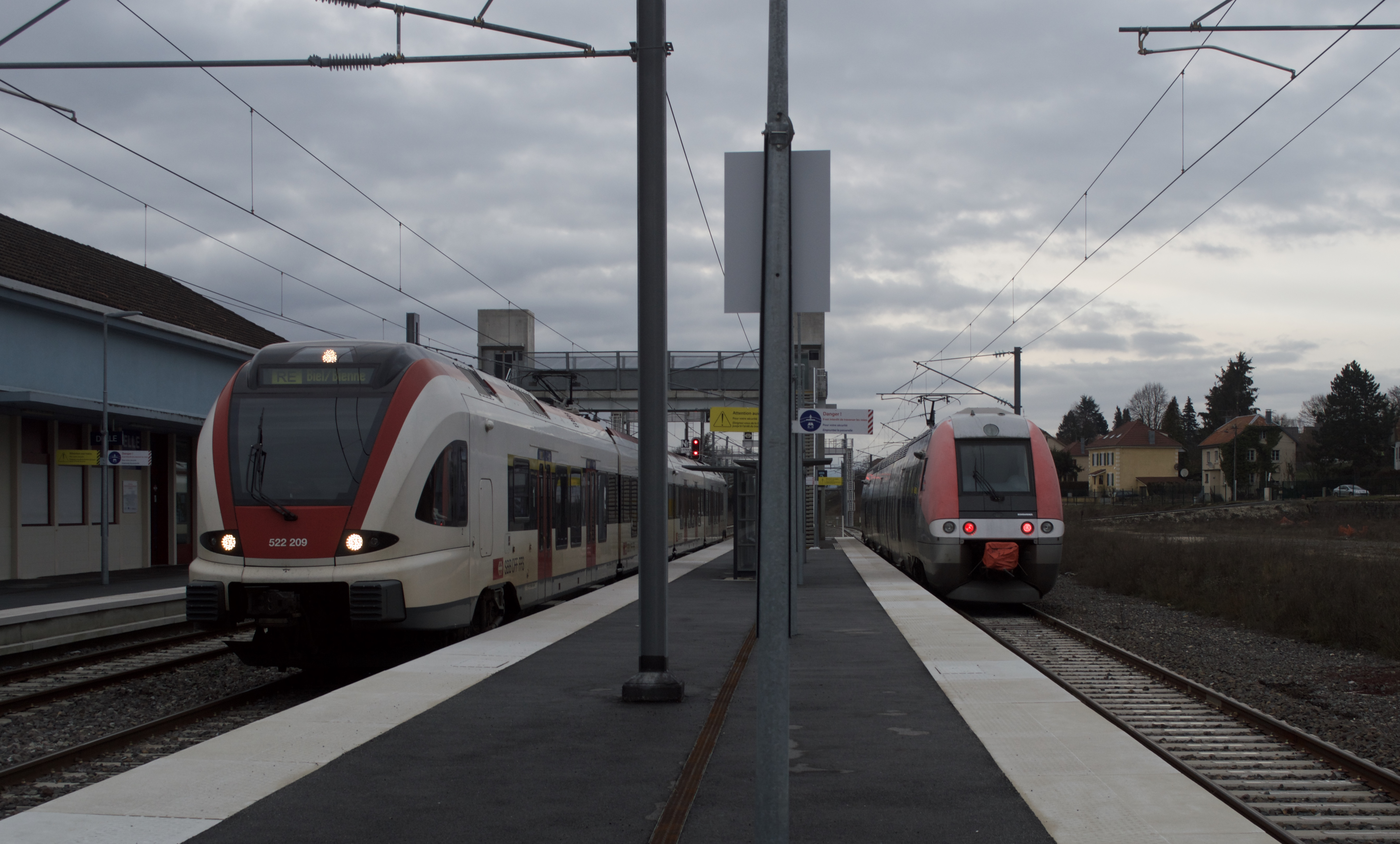
Voies et quais, avec des rames RABe 522 et Z 27500.

Elle est desservie par des trains des CFF, en l'occurrence par le service RegioExpress, effectuant la liaison de Bienne à Delle (ou Belfort - Montbéliard TGV) via Delémont et Porrentruy. À cela s'ajoutent des trains régionaux de la SNCF, sur la liaison TER Bourgogne-Franche-Comté entre Belfort (ville) et Delle.

### Intermodalité
Le réseau de transports en commun Optymo dessert la gare, dont elle est un pôle d'échanges. Quatre lignes suburbaines (une principale et trois secondaires) s'y croisent, à savoir les lignes 25, 36, 37 et 38. La ligne 25 permet de rejoindre la gare de Belfort - Montbéliard TGV en 30 min. Les lignes 36 à 38 desservent les communes situées aux alentours : la 36 dessert l'extrême sud-est du département, la 37 dessert l'extrême sud du même département, et la 38 va à Beaucourt. Les dimanches et jours fériés, seule la ligne 93 fonctionne et relie Beaucourt à la gare de Belfort - Montbéliard TGV, en passant par Delle.

## Patrimoine ferroviaire
L'ancienne halle à marchandises a été détruite préalablement à la réouverture intégrale de la ligne vers Belfort, afin d'aménager trois voies (une dite « circulante », une d'évitement et une en impasse).